# Río Jacutinga
El río Jacutinga es un curso de agua brasileño en el estado de Santa Catarina. Forma parte de la Cuenca del Plata, nace en el municipio de Catanduvas y con rumbo norte a sur se dirige hacia el río Uruguay. Marca el límite entre los minucipios de Jaborá y Concórdia por la margen izquierda y Catanduvas, Irani, Lindóia do Sul, Ipumirim, Arabutã e Itá por la margen derecha.
- Datos: Q3432494